# 국방정보본부
국방정보본부(國防情報本部, Defense Intelligence Agency, 약칭: DIA)는 군사정보 및 군사보안에 관한 사항과 군사정보전력의 구축에 관한 사항을 관장하기 위하여 설치된 대한민국 국방부 직할부대이다. 1981년 창설되었으며, 대한민국 국군의 군사 정보 기관으로서 첩보 및 정보 수집 업무를 총괄하며 정보사령부와 777사령부를 예하에 두고 있다.
미국의 DIA를 모방하여 창설되었는데, DIA 국장은 공군 중장이 보임되는 것이 관행이지만 대한민국의 국방정보본부장은 육군 중장 또는 공군 중장이 보임된다.

## 산하 기관
- 국군정보사령부
- 777사령부

## 언론에 나타난 활동
- CP 탱고 - 한강 이남에 위치한 주한미군의 비밀 지하벙커로 핵공격에서 버티며 2개월간 생활할 수 있다. 탱고에는 한국군 고위관계자도 함부로 들어가지 못하는 스키프(SCIF)라는 최첨단 정보시설이 있다. 스키프에서는 한반도 상공을 감시하는 첩보위성과 주한미군 U-2 정찰기의 대북감시정보는 물론 미 본토의 중앙정보국(CIA), 국방정보국(DIA)이 파악한 최신 첩보를 실시간으로 받아볼 수 있다.[1]
- 1991년 - 이양호 국방정보본부장(공군중장)은 자주국방 차원에서 백두사업을 적극 추진했다. 훗날 공군참모총장과 합참의장을 거쳐 국방부 장관에 임명되었으나, 백두사업 비리로 수사를 받았다.[2]
- 2008년 10월 29일 - 황의돈 국방정보본부장(육군중장)은 국회 정보위원회 비공개 국정감사에서 대북동향 보고를 통해 "김정일 위원장의 건강 문제에 대해 면밀히 주시하고 있다"고 말했다.[3]
- 2009년 4월 5일 - 국회 국방위원회에서, 황의돈 국방부 국방정보본부장(육군 중장)은 북한 로켓이 탄두 크기로 볼 때 이란이 최근 발사한 위성체와 유사한 것으로 보인다고 말했다.[4]
- 2010년 3월 2일 - 북한군 하전사가 귀순하는 과정에서 북측 경비병들이 추격해 오면서 군사분계선을 넘었다. 황원동(공군 중장) 국방정보본부장이 국방부로 긴급 복귀해 상황을 챙겼다.[5]

## 같이 보기
- 국가안보국 (NSA): 1952년에 창설된 미국 국방부 소속의 정보부대이다. 대장이 사령관이며 사이버사령관을 겸직, 신호정보를 주로 수집한다.
- 군사안보지원사령부 (MSSC): 군내 방첩을 담당하는 기관으로 국방부 소속이다.
- 미국 국방정보국 (DIA): 미국 국방부 소속의 정보기관. 중장이 사령관이다. DIA 국장은 CIA 국장과 함께 의회 청문회나 언론에 자주 나온다. 볼링 공군기지에 사령부가 있다.
- 정보본부 (자위대)

## 참고
1. ↑  라이스 방문계기 베일 벗은 연합사 지휘통제소 '탱고'동아일보 2005-03-21
2. ↑  린다 김 '파워 로비' 秘파일 신동아 2008-01-09
3. ↑  국방부 "김정일 건강이상에도 軍특이동향 없어"(종합) 연합뉴스 2008-10-29
4. ↑  황의돈 국방정보본부장 , "북 로켓, 이란 위성체와 유사" YTN 2009-04-05
5. ↑  북한군 2~3명 귀순병 잡으러 분계선 넘었다 중앙일보 2010-03-04

- “국방정보본부령”. 국가법령정보센터. 2018년 12월 4일. 2023년 7월 15일에 확인함.